# فران بييرا
فران بييرا (بالإسبانية: Francesc Piera Martínez) (19 ديسمبر 1987 ببرشلونة في إسبانيا - ) هو لاعب كرة قدم إسباني في مركز الوسط. لعب مع نادي ألكويانو ونادي ساباديل ودوكسا كاتوكوبياس ‏ وLa Roda CF ‏ وFC Santboià ‏ وديبورتيفو ألافيس ب ونادي كورنيا وCD Puertollano ‏ ونادي سان أندرو.

## روابط خارجية
- فران بييرا على موقع قاعدة بيانات كرة القدم.إي يو (الإنجليزية)
- فران بييرا على موقع Soccerway.com (الإنجليزية)
- فران بييرا على موقع AS.com (الإسبانية)